# Малошиці (Свентокшиське воєводство)
Малошиці (пол. Małoszyce) — село в Польщі, у гміні Садове Опатовського повіту Свентокшиського воєводства.
Населення — 74 особи (2011).
У 1975-1998 роках село належало до Тарнобжезького воєводства.

## Демографія
Демографічна структура на день 31 березня 2011 року:
|          | Загалом | Допрацездатний вік | Працездатний вік | Постпрацездатний вік |
| -------- | ------- | ------------------ | ---------------- | -------------------- |
| Чоловіки | 29      | 4                  | 21               | 4                    |
| Жінки    | 45      | 12                 | 21               | 12                   |
| Разом    | 74      | 16                 | 42               | 16                   |